# 小戸公園
小戸公園（おどこうえん）とは 福岡県福岡市西区小戸二丁目6番1号にある総合公園。

## 沿革
福岡市西区小戸にある市の総合公園。当初の面積14ha、現在は17.3ha、第三記層からなる小丘陵およびその周辺の低地の海岸に位置する。生の松原・今津湾を望む景勝地で、1942年(昭和17年)、防空緑地として都市計画公園に決定。1949年(昭和24年)から整備開始されたが、東側にあった炭鉱の鉱害による地盤沈下のため、海岸浸食が進んでおり、当初は護岸・埋立て・排水溝工事を主とした。1961年（昭和36年）には暴風のため沿岸の堤防が決壊、鉱山のボタ山火災で松林がかれる被害もあったが、現在は沿岸から丘陵にかけて、芝生公園・遊歩道・展望台などの施設がある。丘陵部には小戸大明神があり、防塁跡も残る。なお海岸近くの海中にあった、貝原益軒が編纂した続風土記拾遺に「御膳立とみえる膳椀を並べたような石」は、地盤沈下のため今日では見られない。

## 小戸ヨットハーバー
公園の南西には小戸ヨットハーバー（正式名称：「福岡市ヨットハーバー」）が隣接する。1949年(昭和24年)開催の高校総体を機に整備が進み、1979年(昭和54年)に整備が完了した。面積5.3ha、港内および埋め立てによる造成地にクルーザー150隻、ディンギー350隻を収容するほか、夏にはヨットスクールも開催される近年は福岡出身タモリにより「タモリカップ福岡大会」が開催される会場の一部となっている。

写真
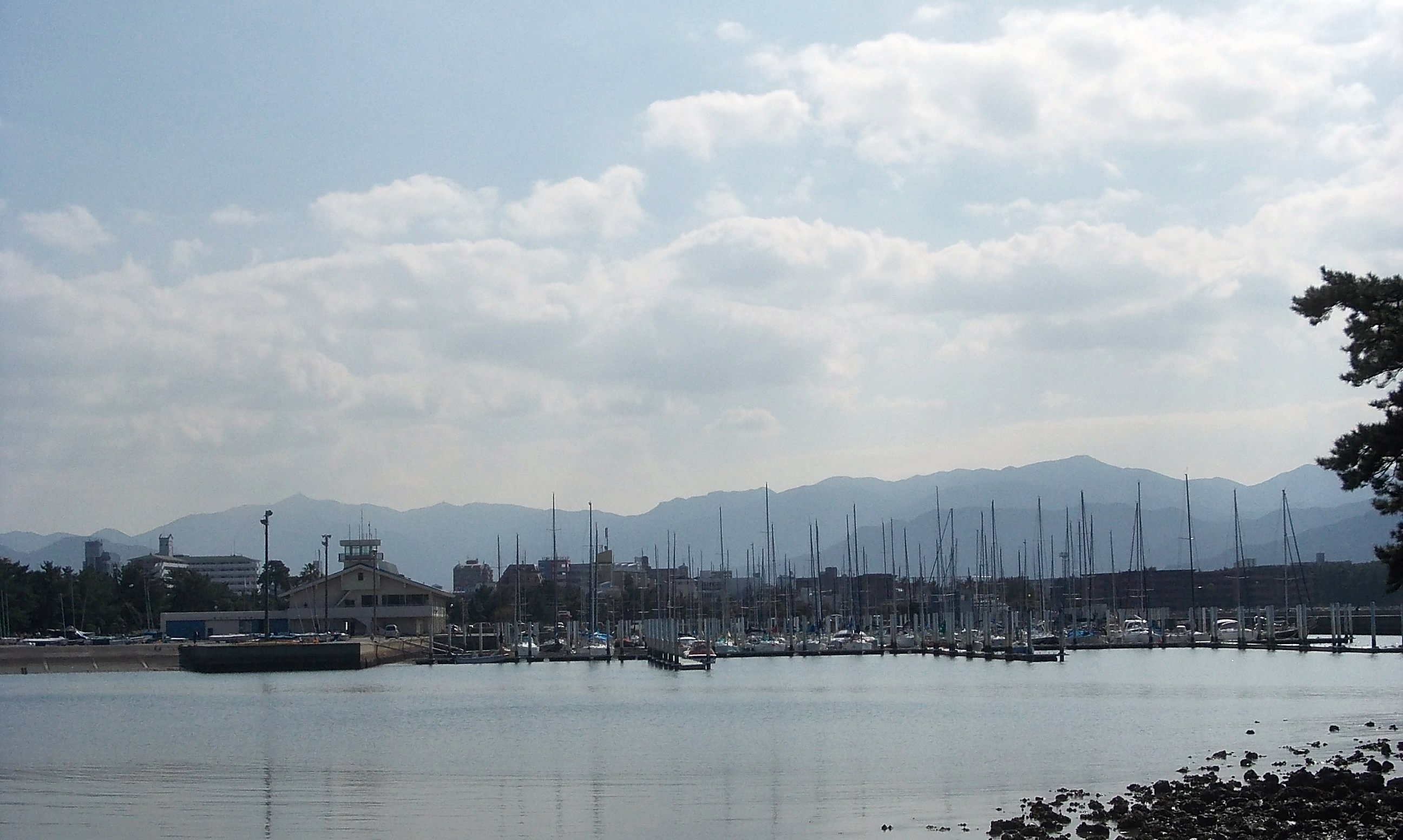
小戸ヨットハーバー

## 設備
- 球技場（多目的[注釈 4]の有料公園施設[6]）
- 芝生広場（一部の利用[注釈 5]が有料）
- バーベキュー広場（有料公園施設）
- 駐車場（有料公園施設）
- 大型遊具コーナー（北側、南側の2箇所）
- 健康遊具コーナー（球技場の東隣）
- 管理事務所

主な公園施設の写真
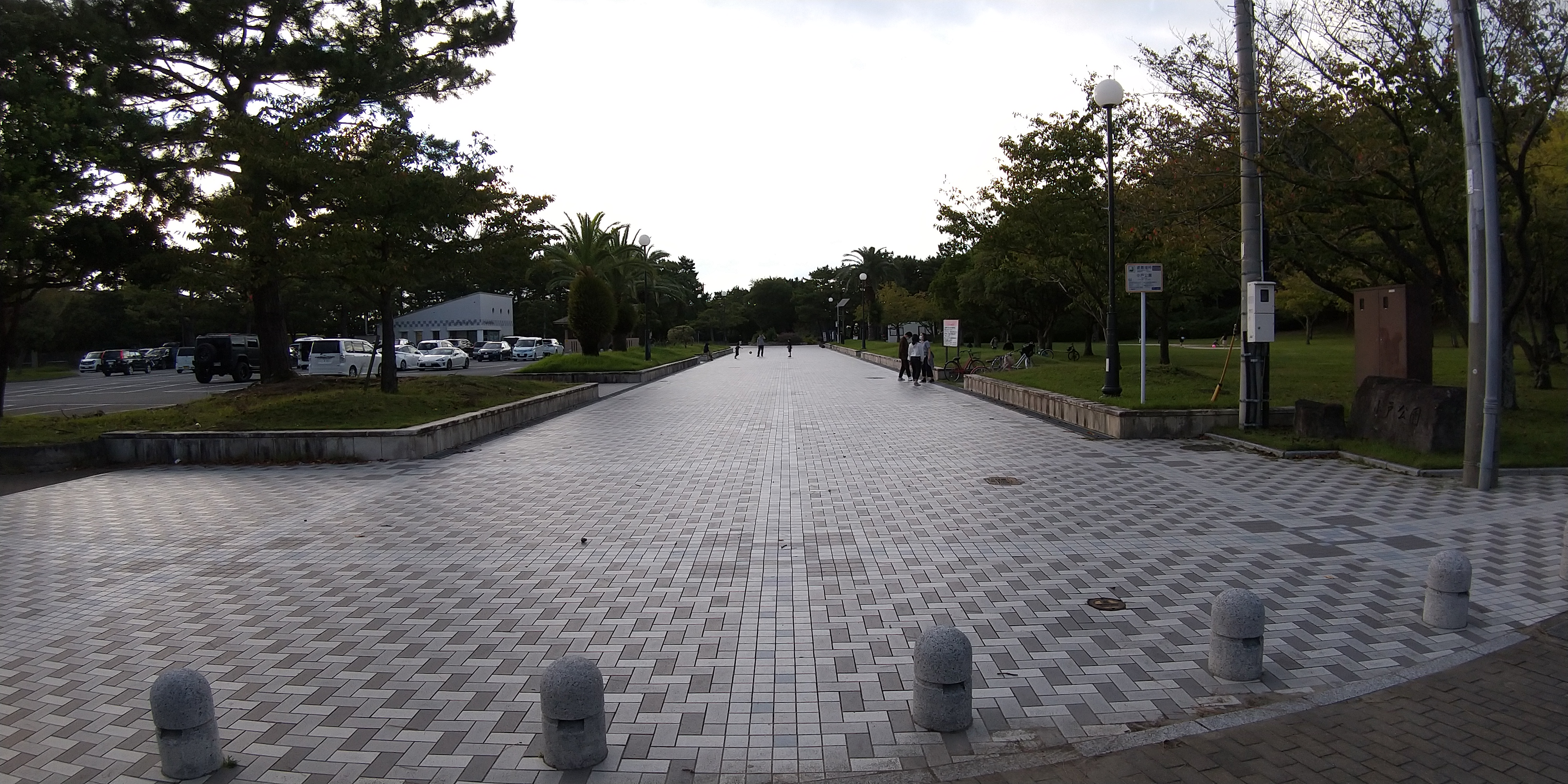
小戸公園の入口（マリナ通りから）
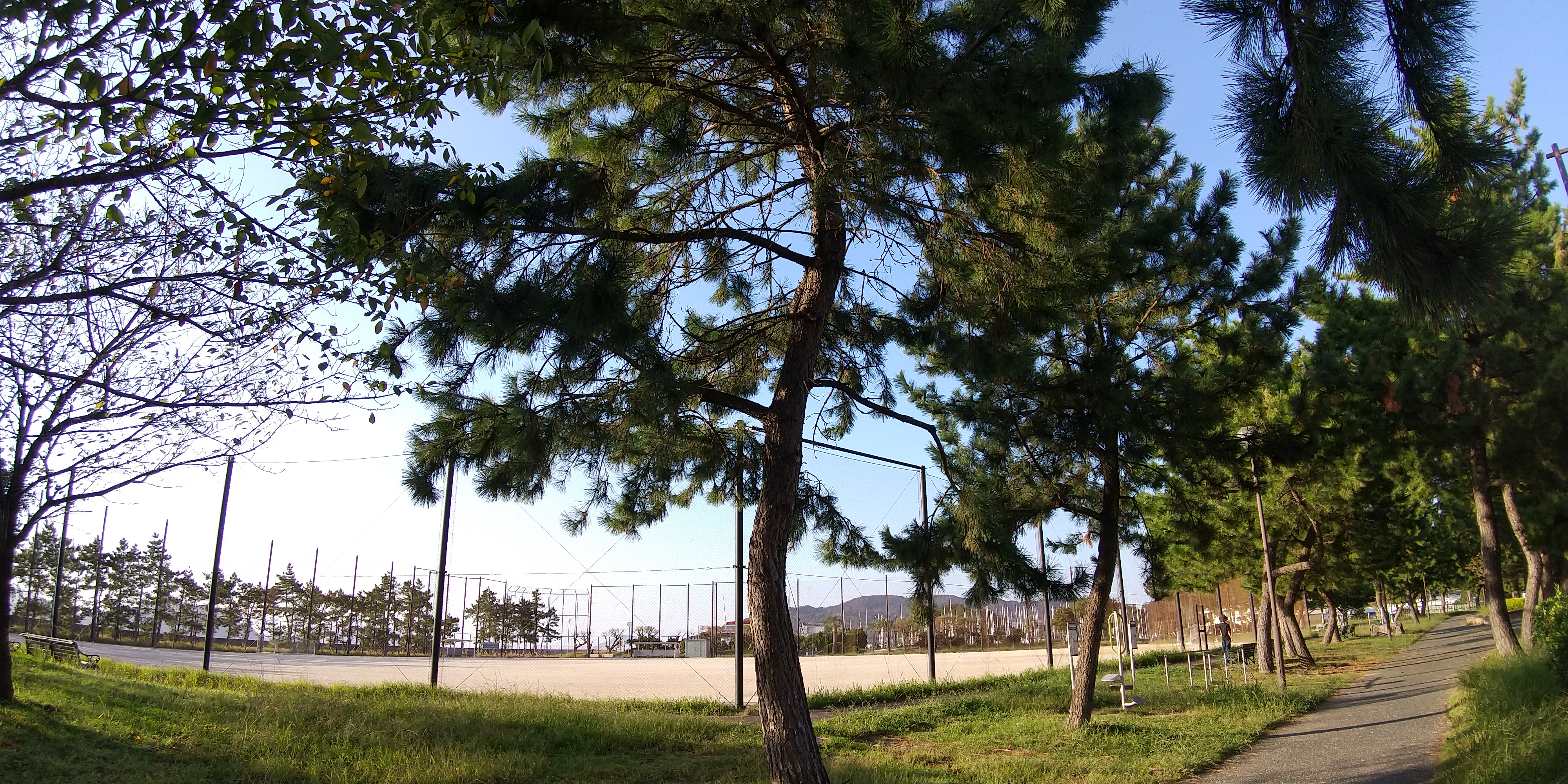
球技場
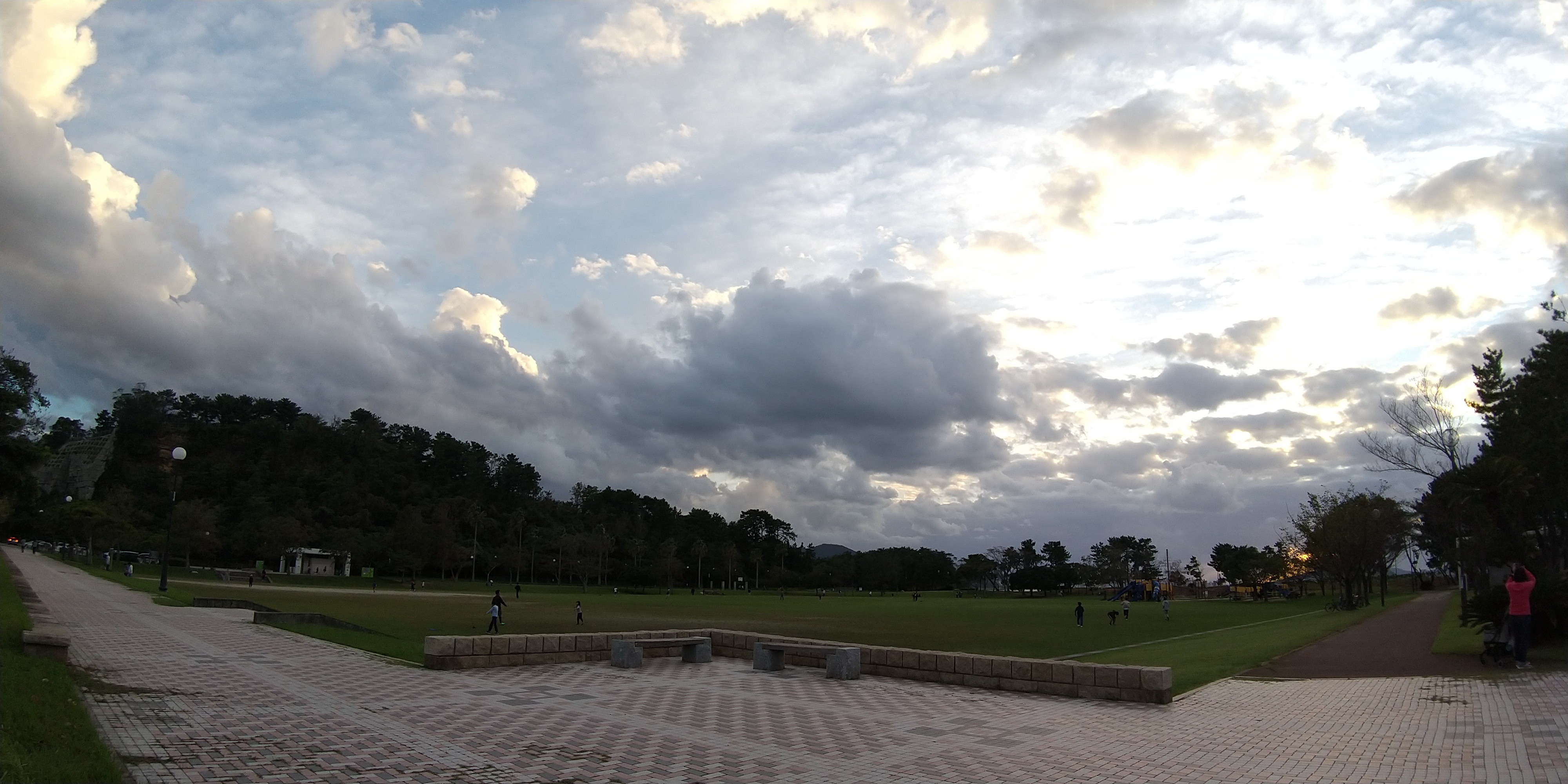
芝生広場
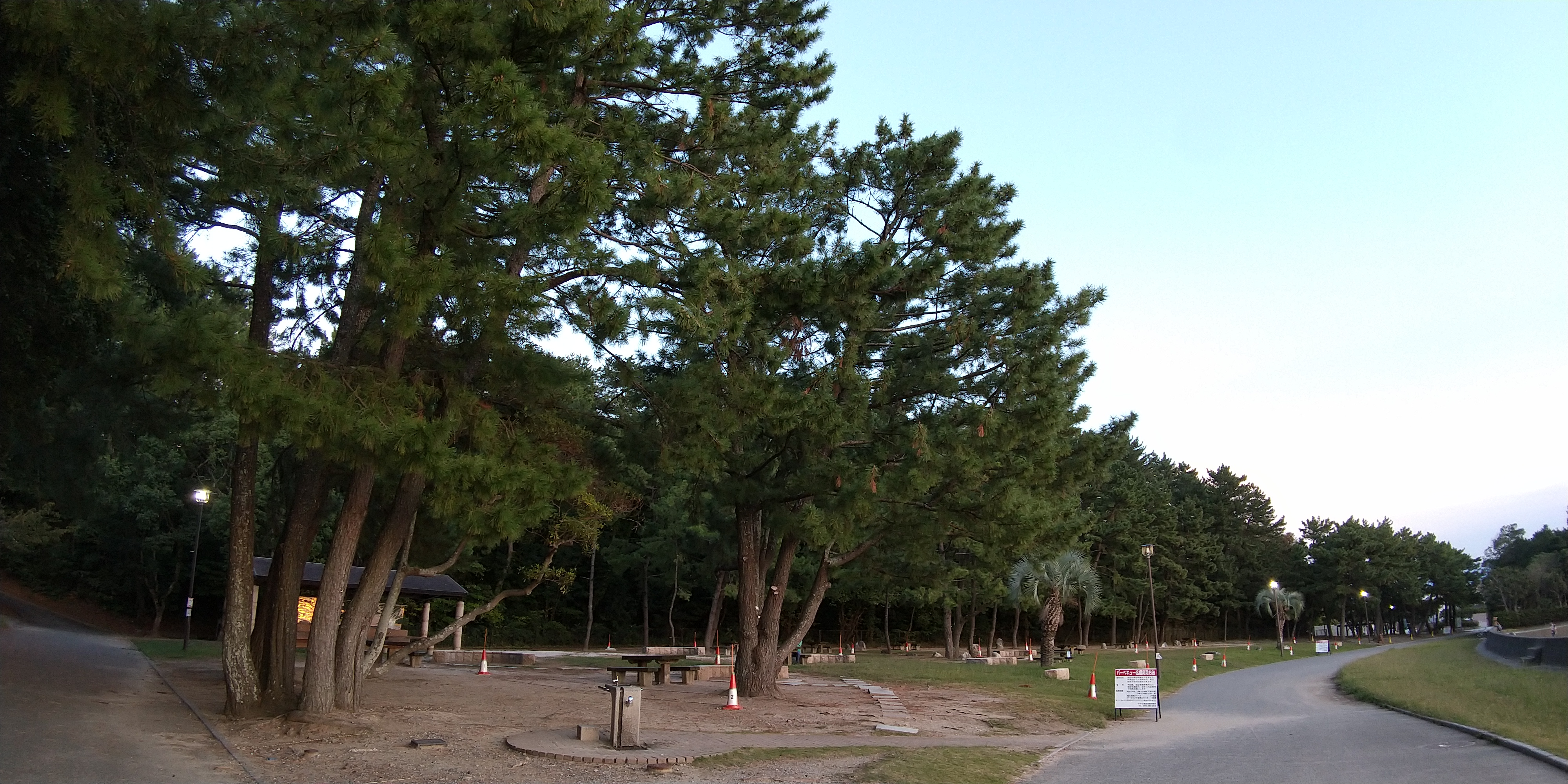
バーベキュー広場
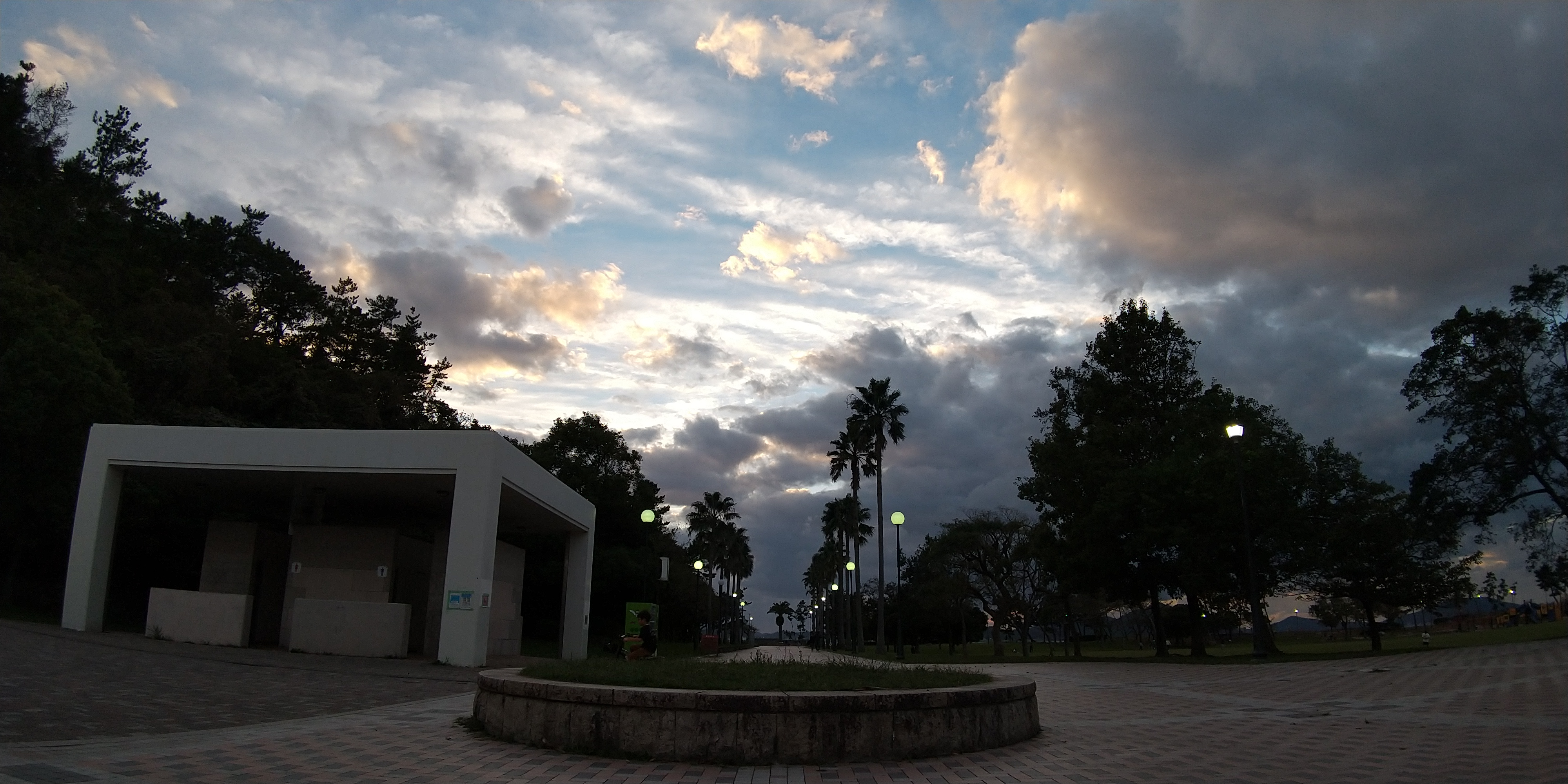
遊歩道（芝生広場の南側、西向き）
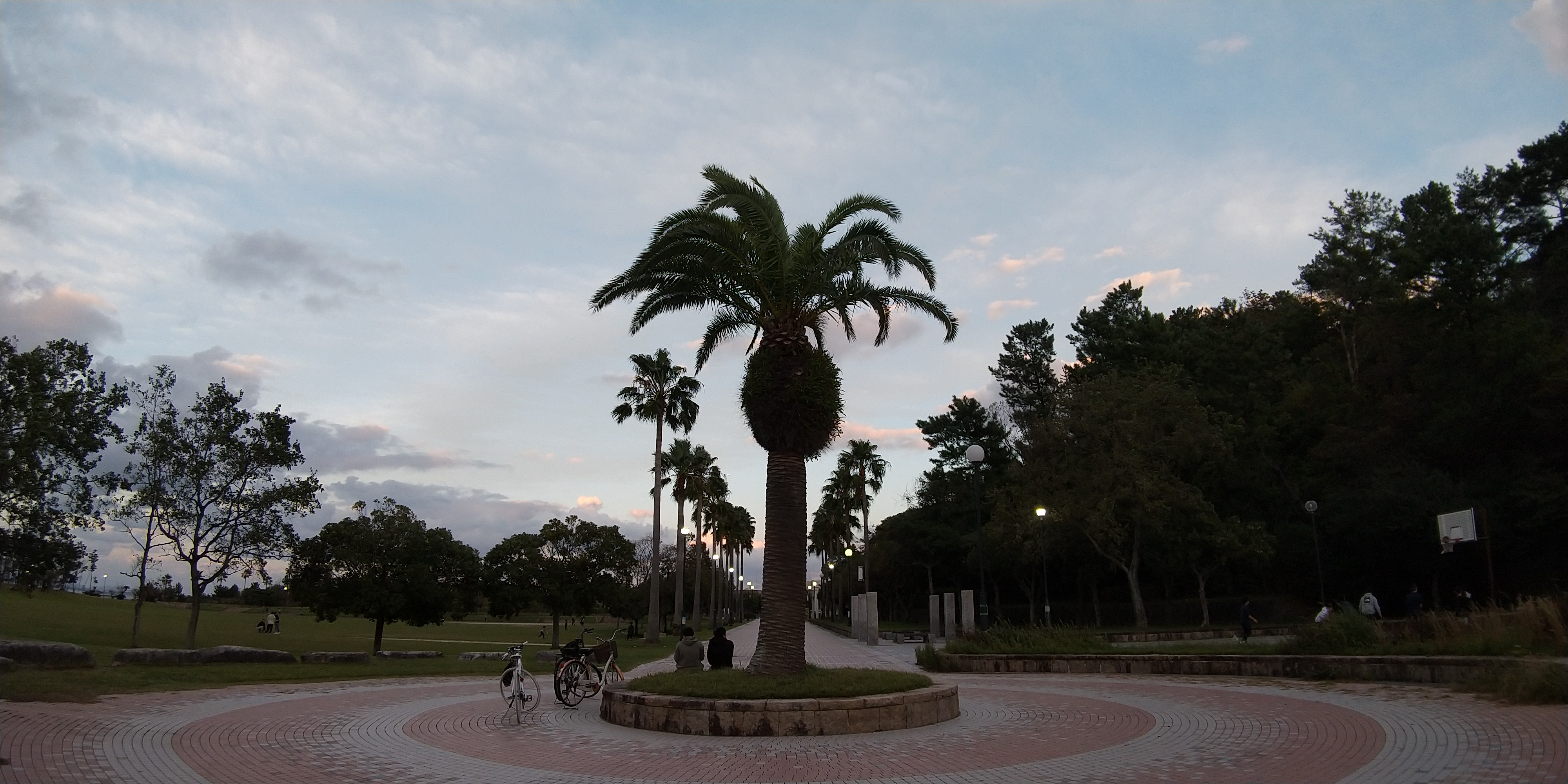
遊歩道（芝生広場の南側、東向き）
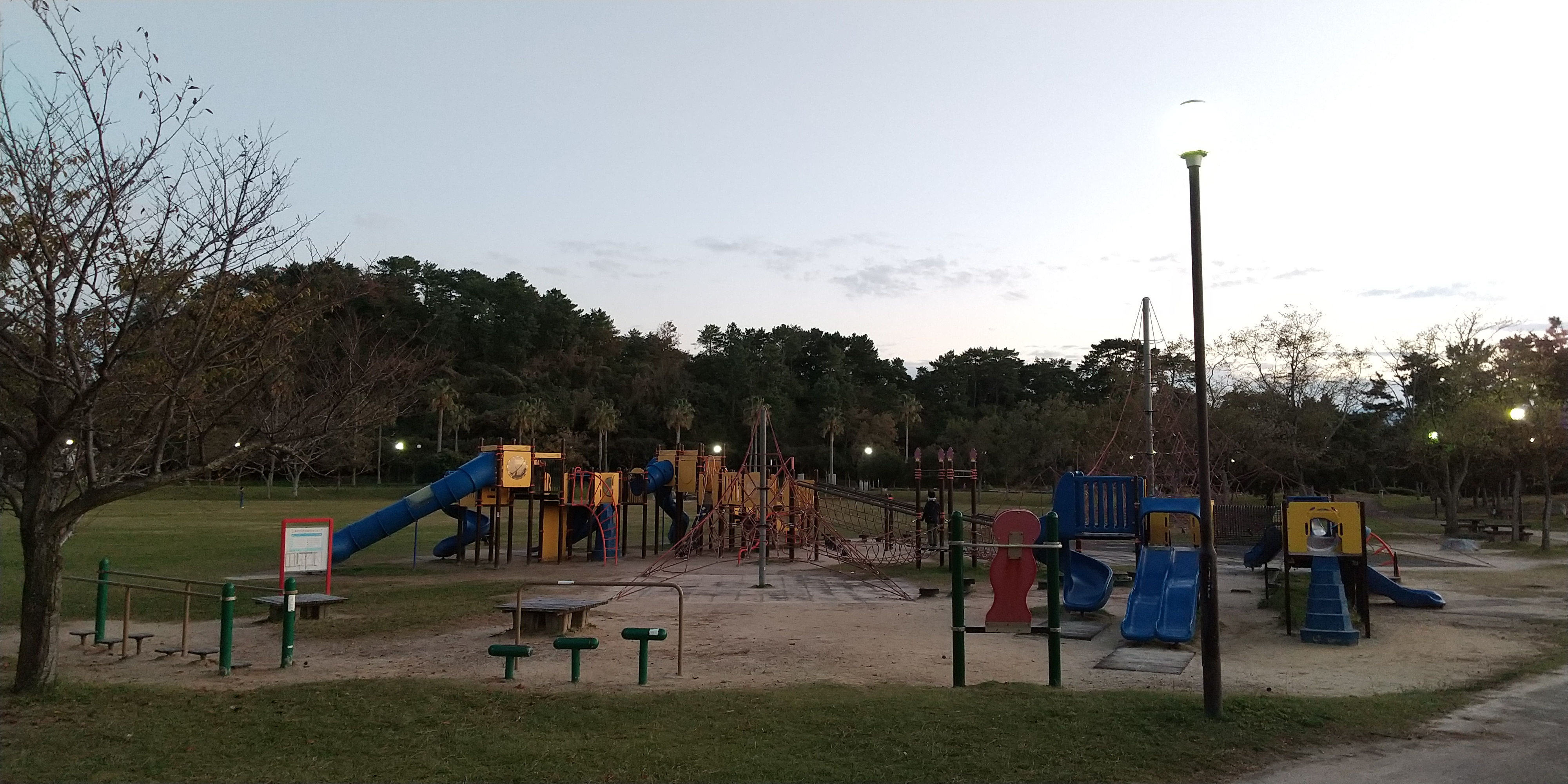
大型遊具コーナー（北側）
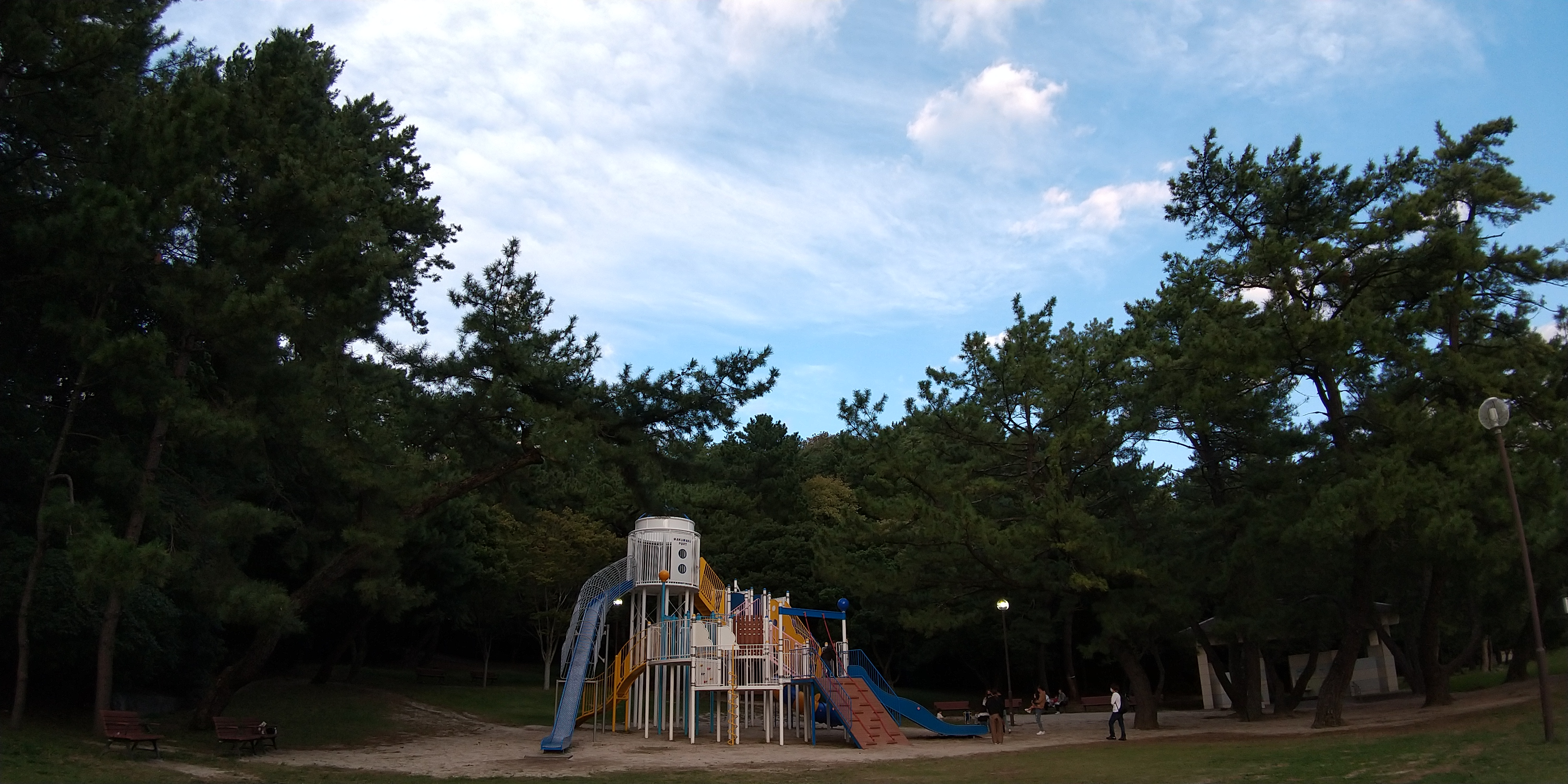
大型遊具コーナー（南側）
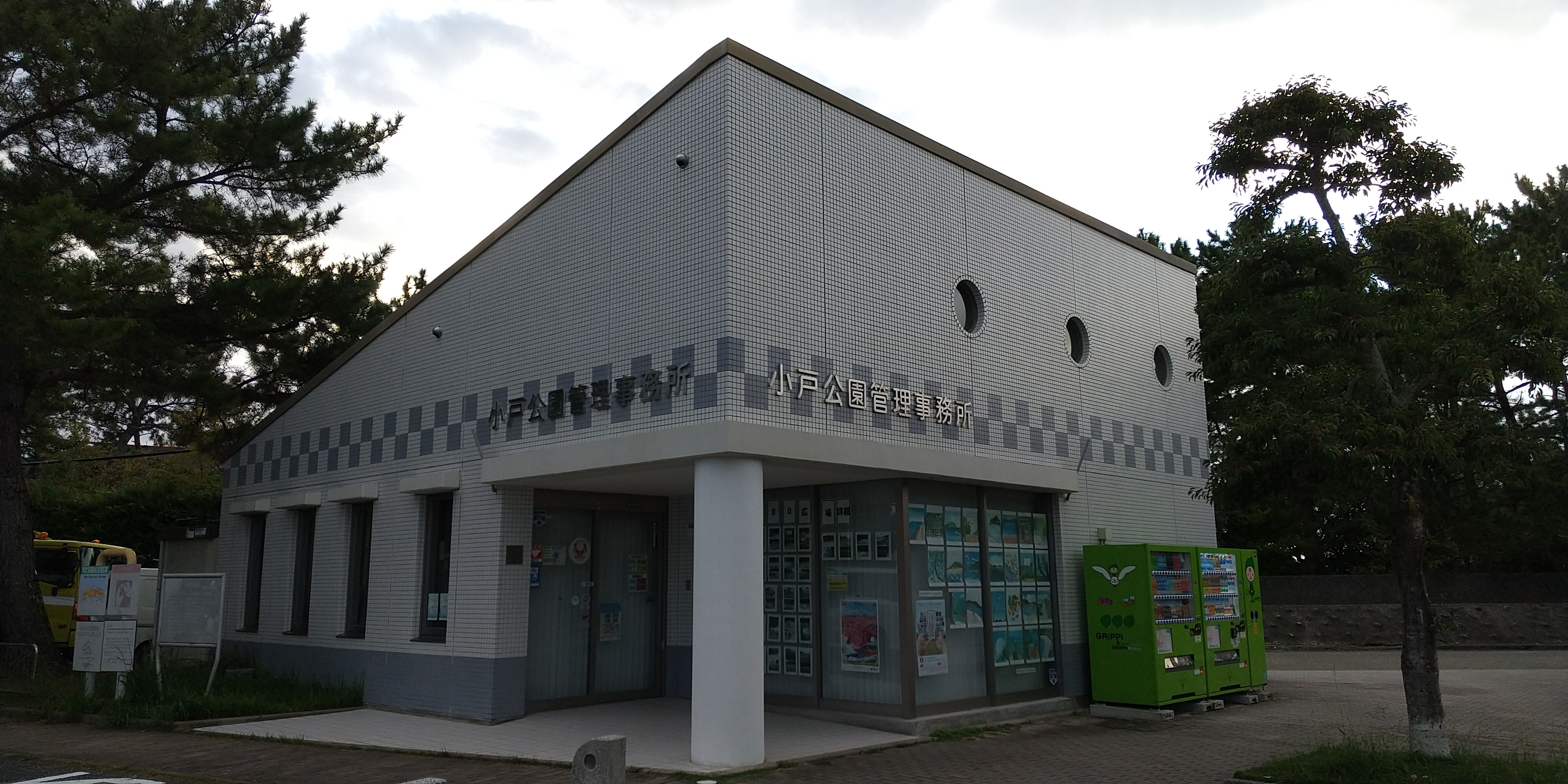
小戸公園管理事務所

## 見どころ
- 公園の北端より博多湾に浮かぶ能古島が一望できる[7]
- 小戸台場跡[注釈 6]
- 元寇防塁（向浜地区、むかいはまちく）[注釈 7]（史跡に指定されている元寇防塁は公園内にあるが、説明板と記念碑があるのみで、石塁を見ることはできない。）
- 小戸神社（別名：小戸大神宮）[注釈 8]
- 地蔵尊霊場（小戸神社の境内）[注釈 9]
- 御腰掛石（おんこしかけいし、別名：安産石、願掛け石）[注釈 10]
- 妙見岬（みょうけんみさき）[注釈 11]
- 小戸妙見神社[注釈 12]

主な見どころの写真
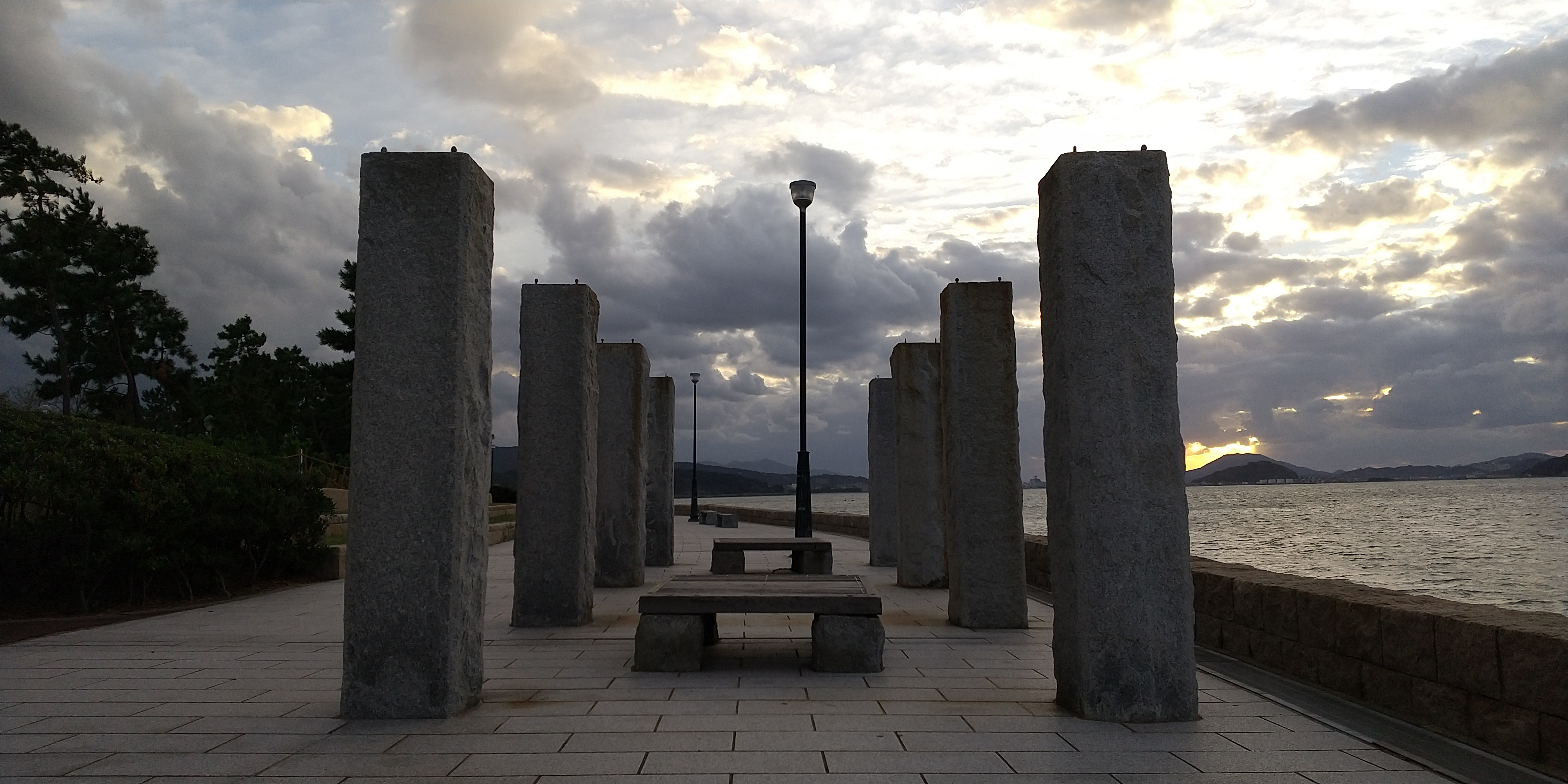
ウォーターフロント・プロムナード（公園の北端）
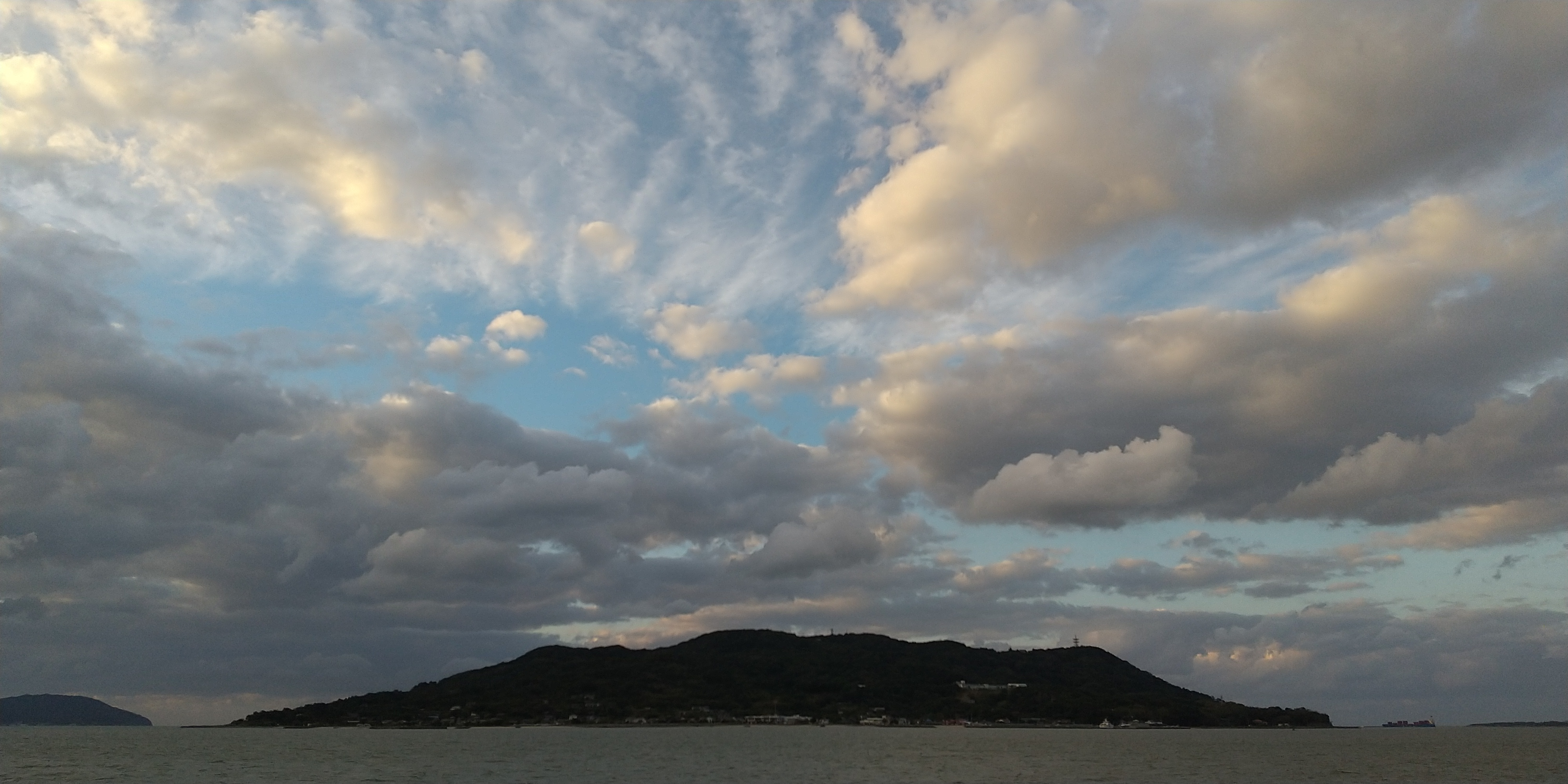
公園の北端から望む能古島（西区）
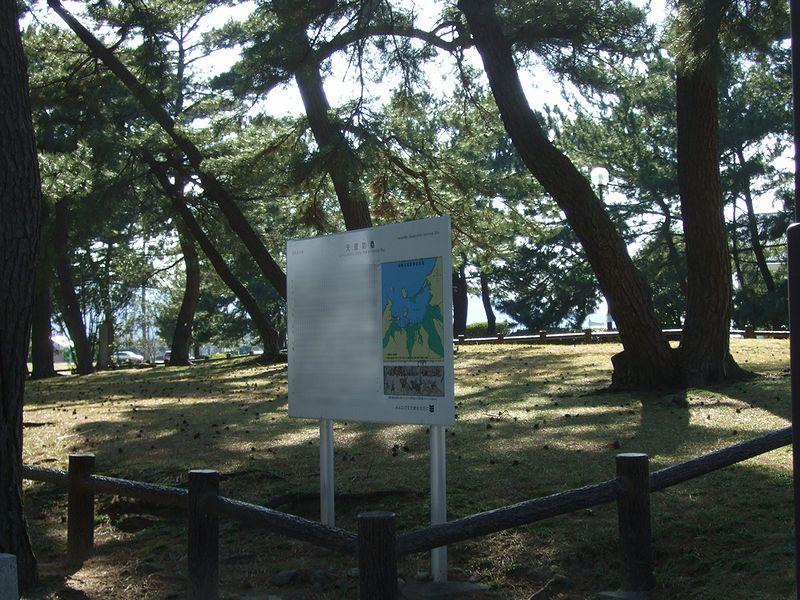
元寇防塁
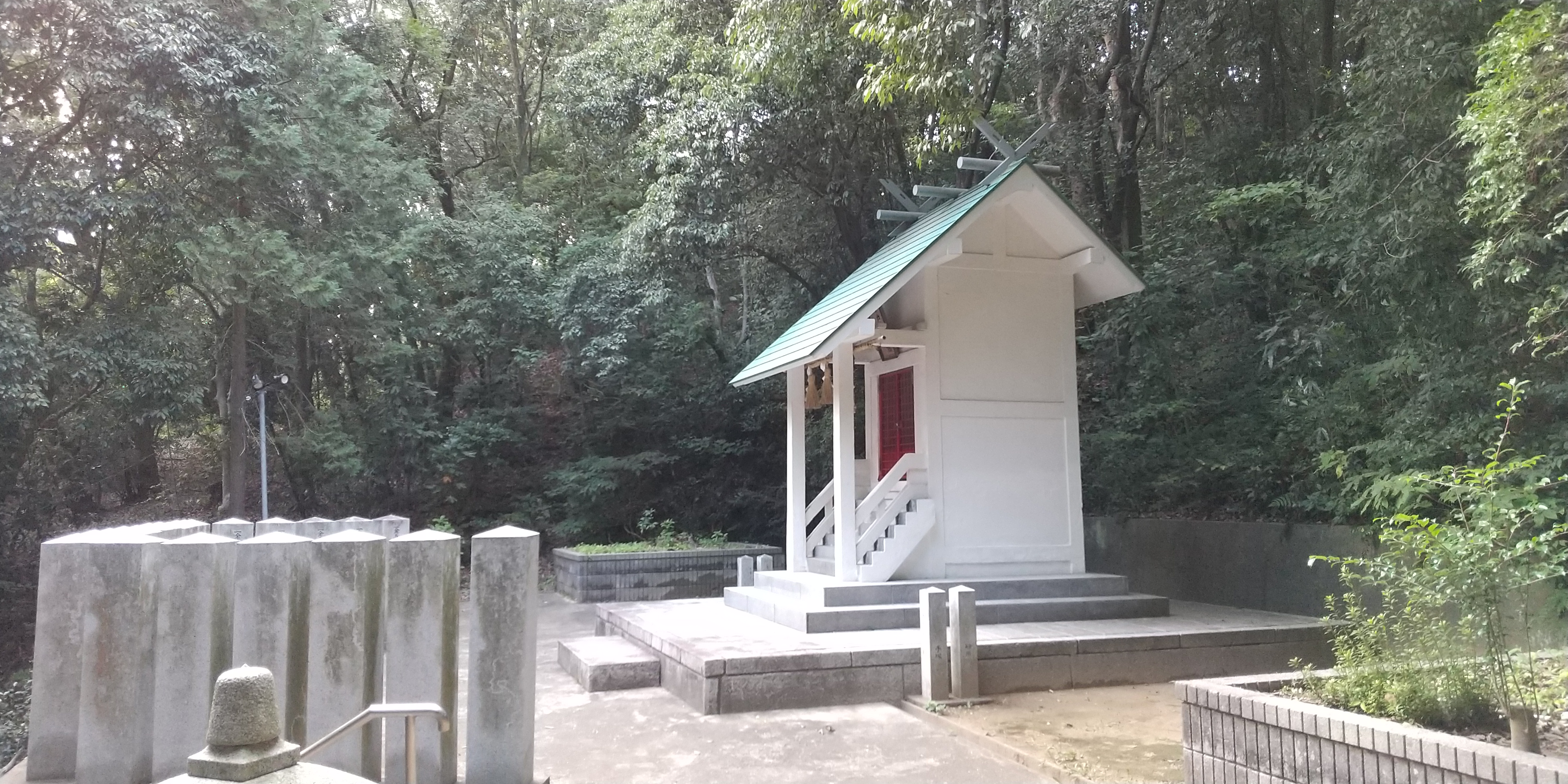
小戸神社
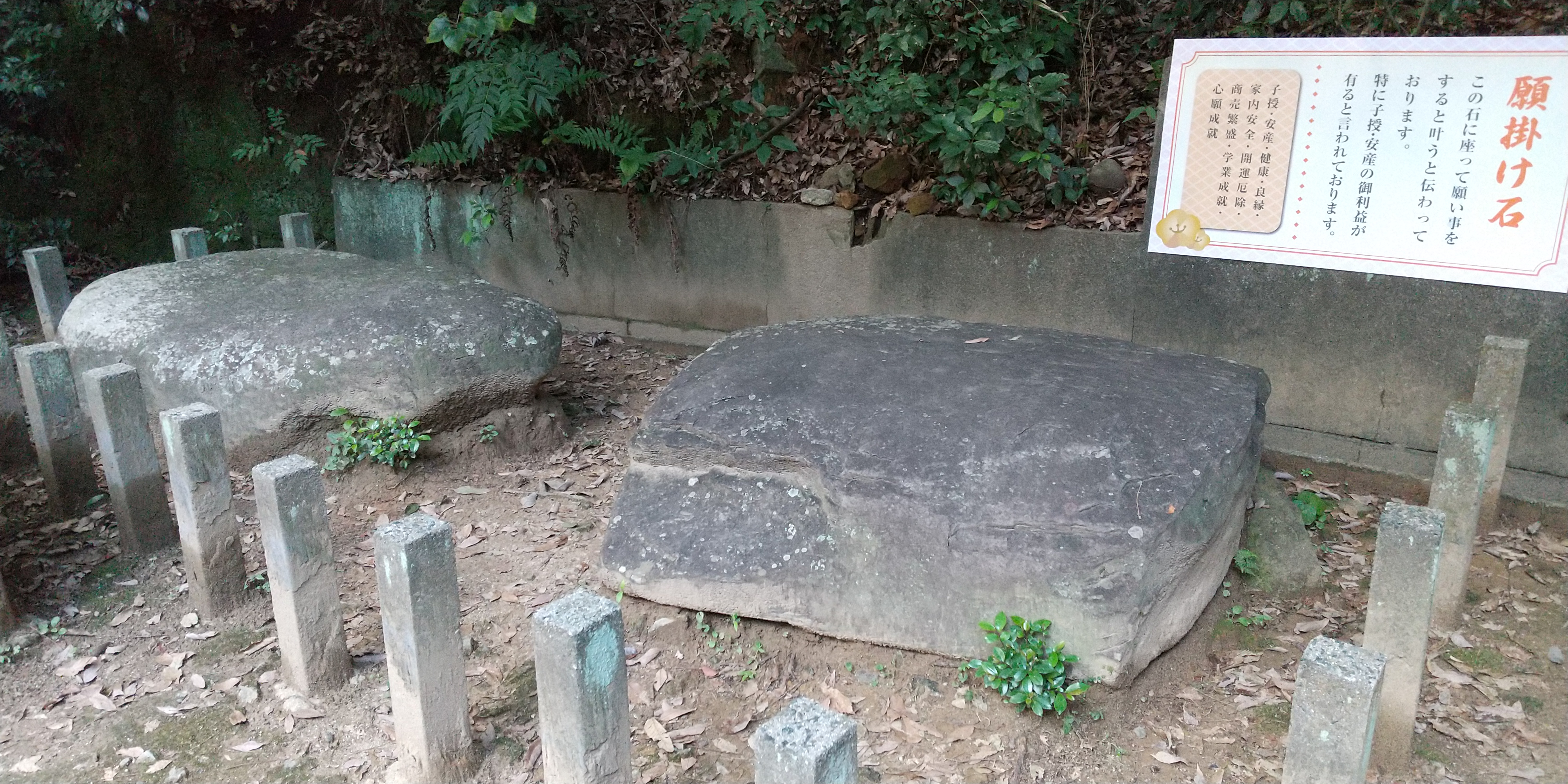
御腰掛石（小戸神社の境内）
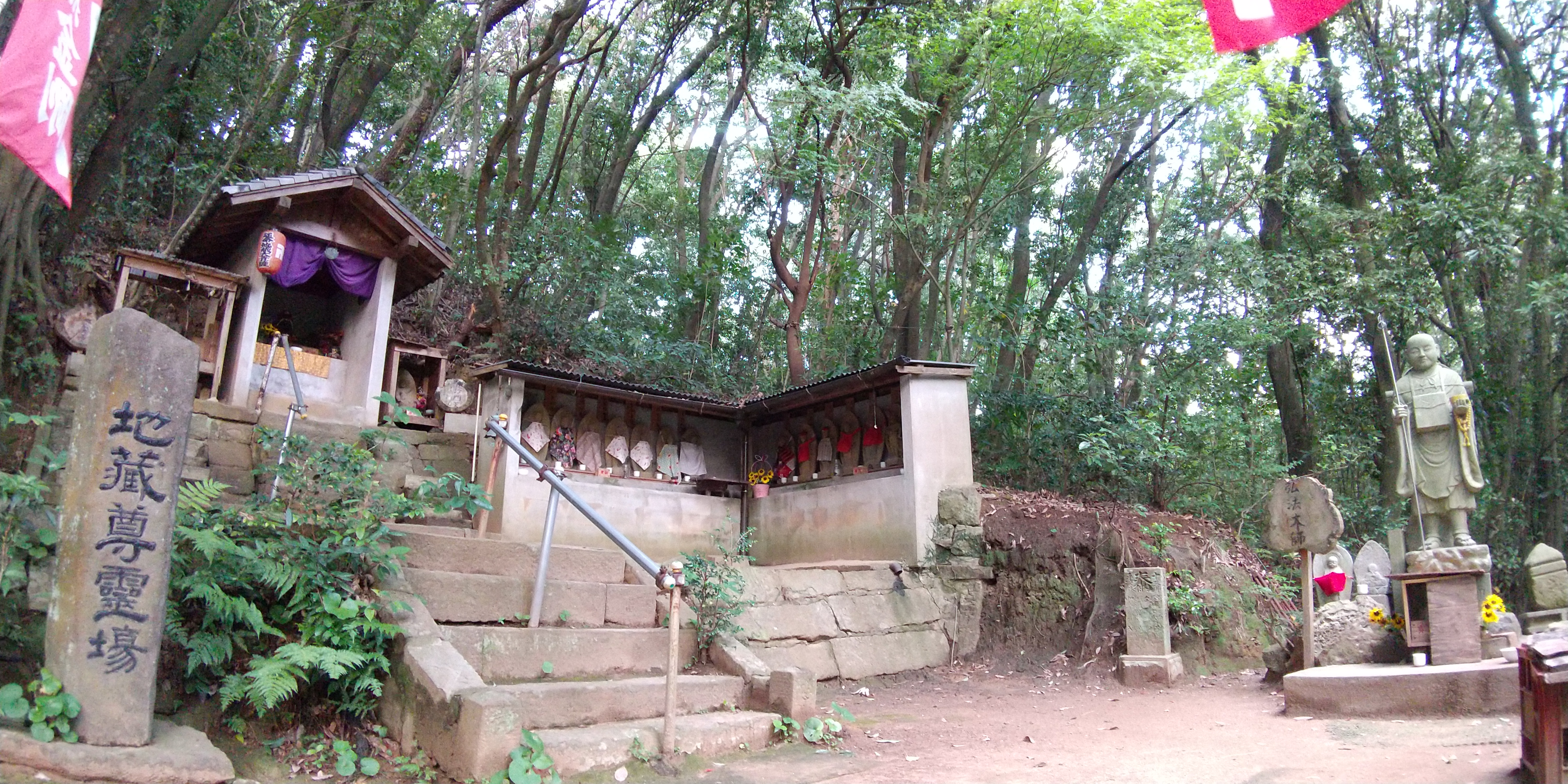
地蔵尊霊場（小戸神社の境内）
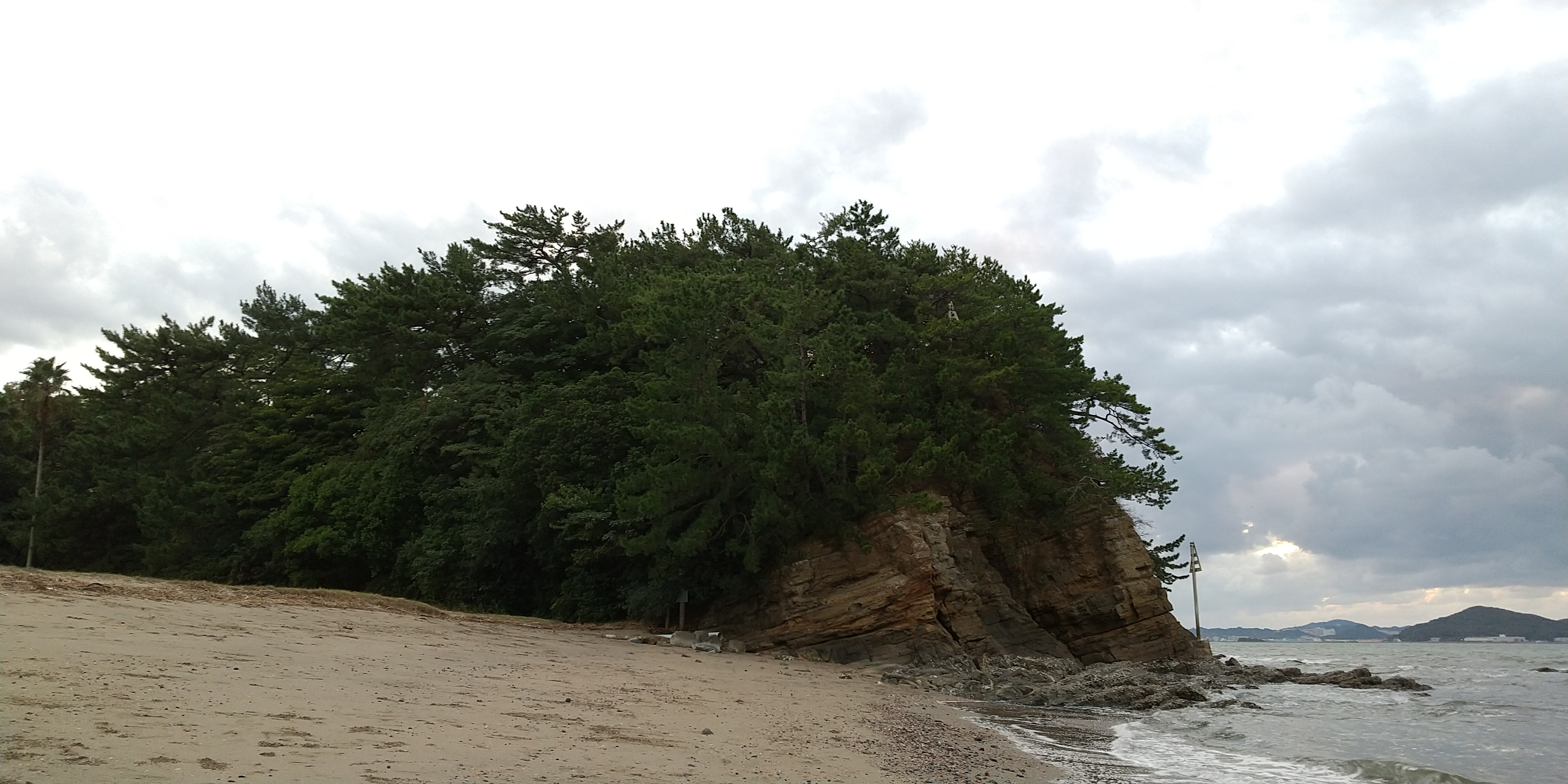
妙見岬
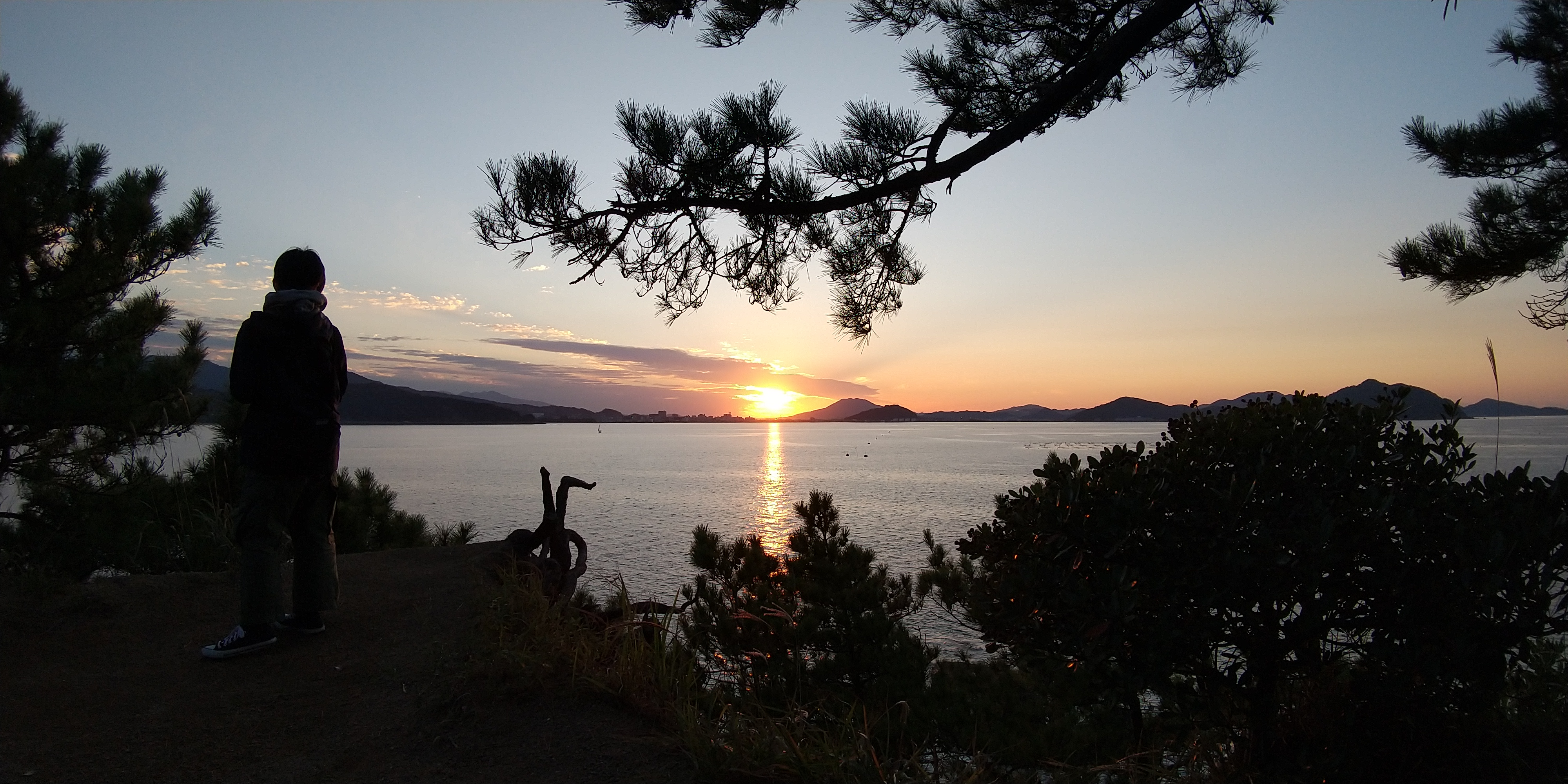
妙見岬から望む夕日
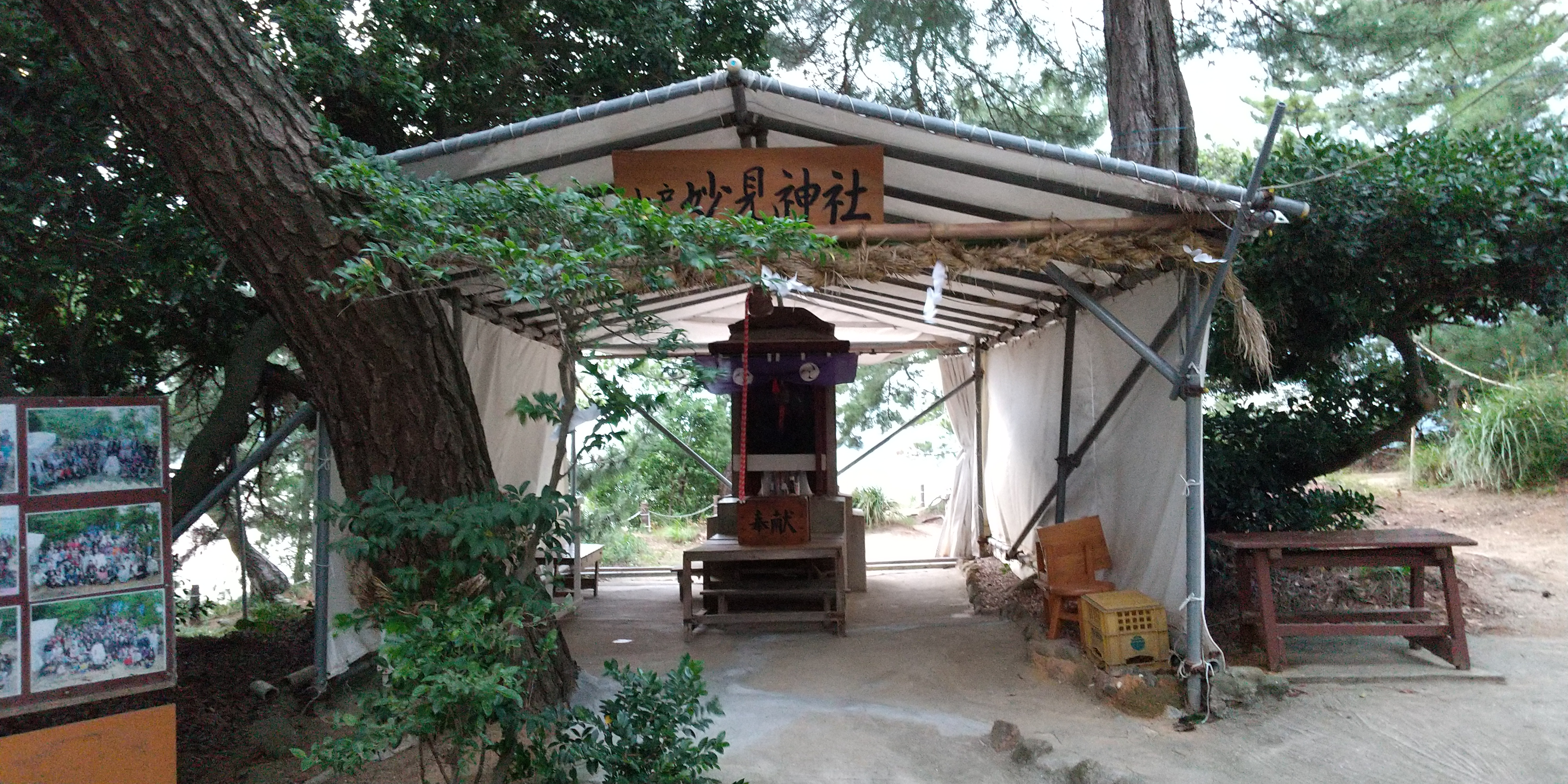
小戸妙見神社（妙見岬の上）
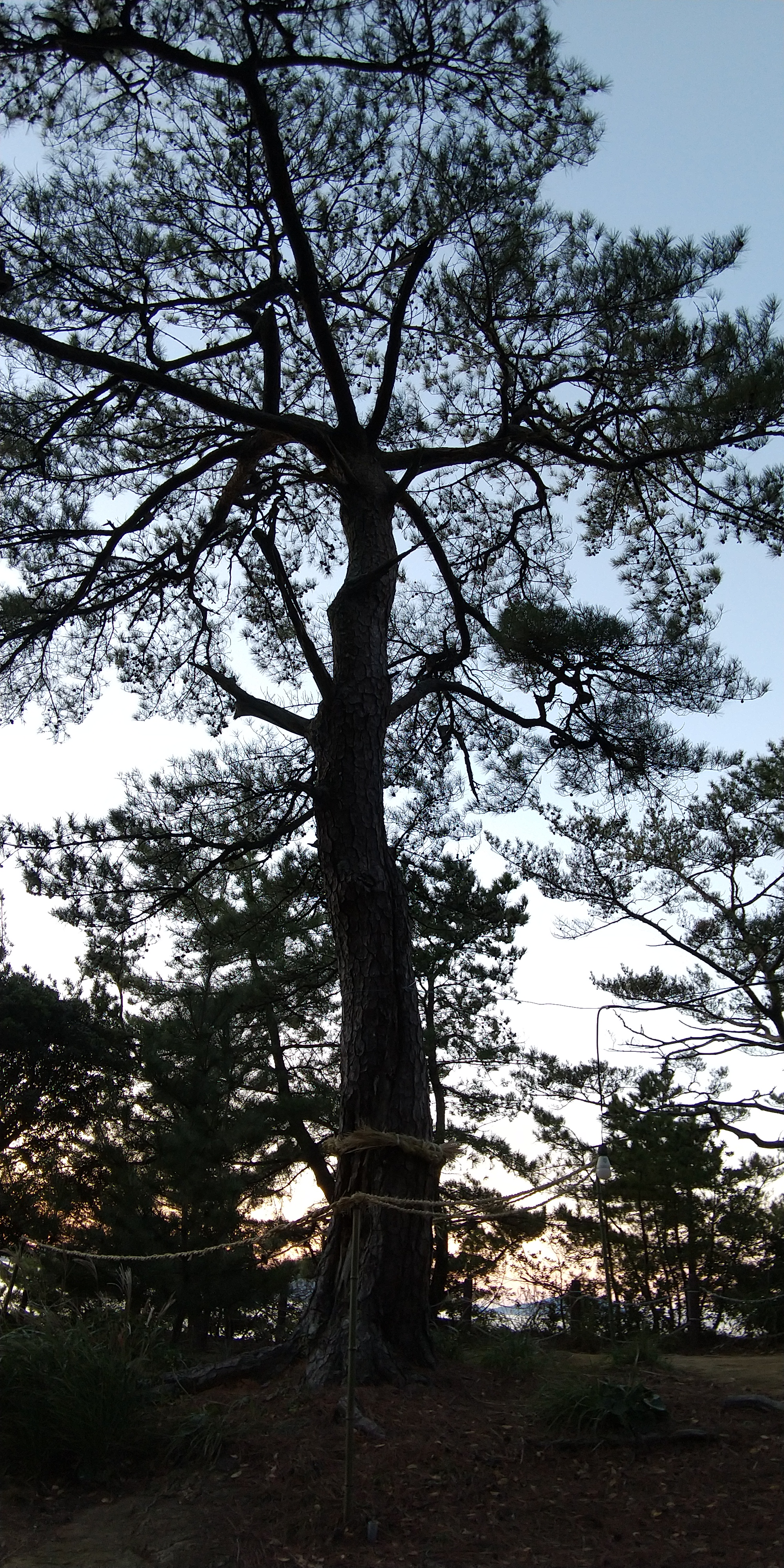
昇竜の松

## 所在地
〒819-0001福岡県福岡市西区小戸二丁目6番1号
- 北緯33度35分30.8秒 東経130度18分52.4秒
- 小戸公園 - Google マップ

## 交通
福岡都市高速道路環状線「百道ランプ」から車で約10分、福岡市営地下鉄姪浜駅から徒歩25分、タクシー約5分